# ArcelorMittal Galați
L' aciérie Galați (anciennement ArcelorMittal Galați et Sidex Galați ), ou combinat sidérurgique de Galatz, érigé dans les années 1960, est une aciérie située à Galați, en Roumanie, la plus grande du pays et l'une des plus grandes d'Europe.

## Histoire

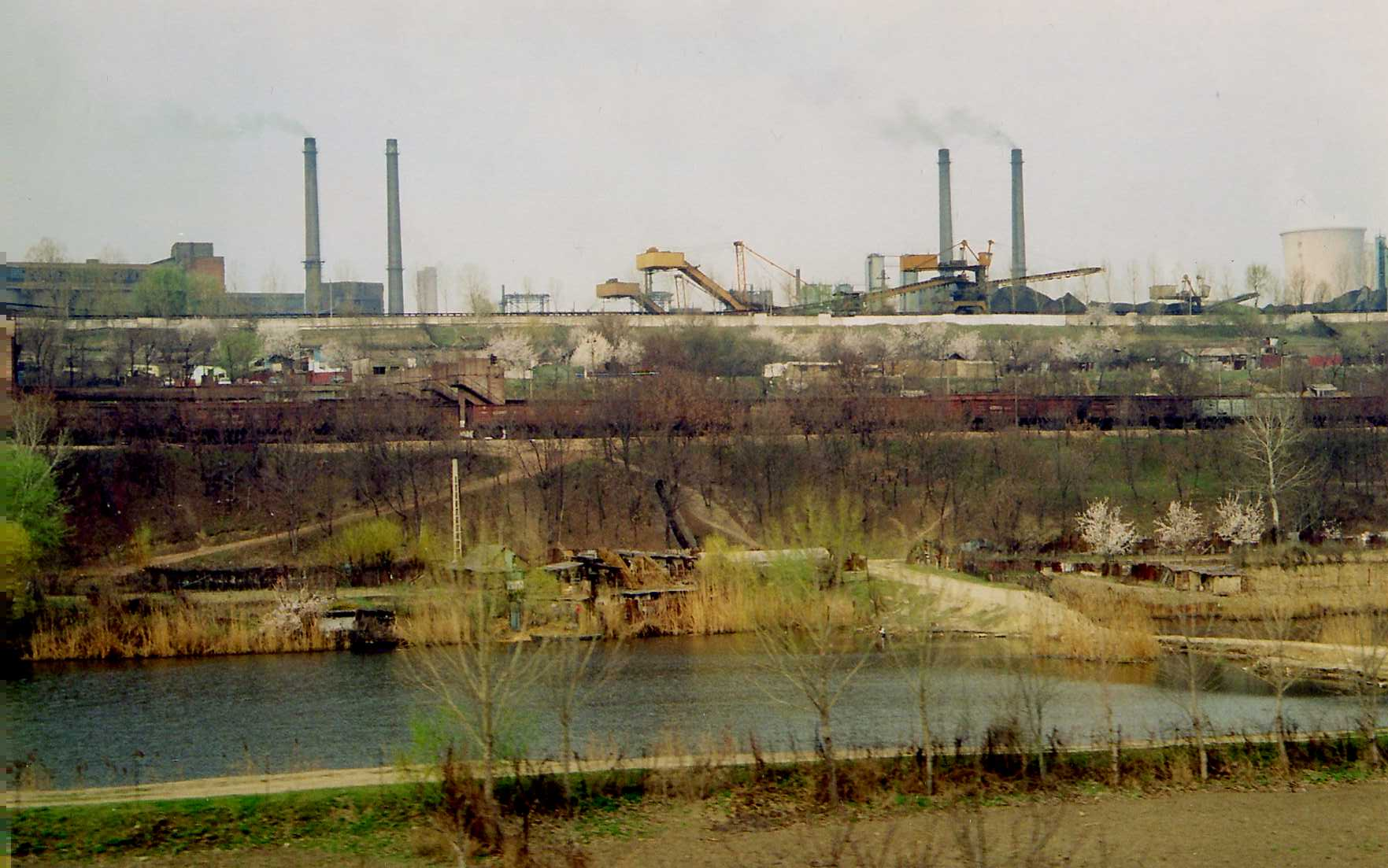
Usine sidérurgique de Galați

### Genèse et projet

#### Discussion de 1958
L'idée de construire un combinat ou au moins une grande aciérie dans l'est de la Roumanie, avec accès au Danube et/ou à la mer Noire, éventuellement sur son delta, a été discutée pour la première fois en 1958 lors d'une session plénière du Parti des travailleurs roumains, le parti alors au pouvoir.
A l'époque d'autres grands projets européens de ce type sont en préparation, en France à Dunkerque et près de Marseille, pour importer du minerai de fer via les grands navires minéraliers, devenus moins chers mais exigeants en capacités portuaires, et permettant de sécuriser la chaîne d'approvisionnement, mais tous deux sont retardés à partir de 1956 par la guerre d'Algérie, le premier de ces sites de sidérurgie sur l'eau étant déployé par Usinor Dunkerque au début des années 1960. A Galati comme en France, le minerai est importé avant la construction, même si en France il était encore majoritairement extrait dans le pays, avec la minette de Lorraine.
Ce nouveau concept européen de "zone industrialo-portuaire" a aussi trois projets au Bénélux, bien que de taille et technologies plus modestes, avec à Rotterdam Europoort annoncé en 1957 et concernant la chimie, à Anvers, en 1956, l’aménagement d’une zone industrielle de 3 000 hectares sur la rive droite de l’Escaut, et Ijmuiden (près d’Amsterdam), à la même époque le redimensionnement des installations sidérurgiques installées dans l'entre deux-guerres.

#### La Roumanie en 3ème force, entre l'Est et l'Ouest
Ce projet de site sidérurgique géant allait à l'encontre des souhaits de l'Union soviétique, où Nikita Khrouchtchev, soutenu par la Tchécoslovaquie et l'Allemagne de l'Est, plus industrialisées, souhaitait que la partie sud du Comecon privilégie des économies plus agraires. La réticence des Soviétiques contribua à l'ouverture de la Roumanie vers l'Occident. Les Roumains tiennent à ce projet précis, fidèle au programme d'industrialisation du pays formulé en 1948, alors que Khrouchtchev veut plus de production agricole, dans un pays qui a de grandes cultures céréalières depuis le XIXe siècle.
Le résultat de la querelle fut que la Roumanie se constitue en une "troisième force" au sein du monde communiste, où Moscou est "appuyé par tout le reste du bloc", réticent à voir la Roumanie s'industrialiser "à un tel point qu'elle serait un jour parmi les plus grandes puissances industrielles de l'Europe de l'Est". Les Russes ont finalement accepté et promis de "livrer du minerai pendant une très longue période". Ce concept de "troisième voie" vient de la déclaration de Brioni du 19 juillet 1956, proposée par Gamal Abdel Nasser, Josip Broz Tito, Soekarno et Jawaharlal Nehru, marque l'origine du mouvement, qui vise alors, dans le contexte de la guerre froide, à se protéger de l'influence des États-Unis et de l'URSS, et échapper à la bipolarisation.
L'Inde et le Brésil doivent aussi fournir du le minerai de fer et en échange recevoir des tracteurs de l'usine Tractorum, à Brachov, en Transylvanie, qui prévoit de passer de 16000 à 27000 tracteurs entre 1965 et 1970, dont le tiers exporté.
Cependant le 26 décembre 1967, on apprend que Moscou a retenu, à plusieurs reprises au cours de l'année, en raison de "motifs politiques", des livraisons vers Galati, qu'il s'agisse de minerai de fer de Krivoi-Rog, en Ukraine, ou de coke de Pologne , suscitant "de grandes difficultés au complexe sidérurgique".

#### Décision de juillet 1960
La décision fut officialisée par un décret daté de juillet 1960, le 8e Congrès du parti ayant approuvé un énorme investissement de ce type. Lors du congrès, un vif débat a eu lieu sur l'emplacement de la centrale ; certains voulaient près de Constanța, à Midia ou à Mangalia, mais le leader Gheorghe Gheorghiu-Dej, qui avait des racines à Galați, l'a emporté
Galati, port fluvial sur la rive gauche du Danube, à 150 km de la mer Noire et à 250 km de Bucarest, est aussi une ville de plus de 100 000 habitants déjà fortement industrialisée, en particulier dans la construction navale, avec le grand chantier naval de Galați, créée en 1893 par la fonderie de bronze Fenric, qui deviendra le débouché naturel de l'aciérie. Le club de football s'appellera Ofelul Galati, ou "l'acier de Galati".
Les Roumains obtiennent l'autorisation de construire le combinat à la réunion du Comecon de juillet 1963, même si Moscou y voit toujours "un véritable gaspillage, d'autres pays socialistes étant fort capables de satisfaire les besoins en acier de la Roumanie", selon Le Monde.
- Constructions sur le Chantier naval de Galați:

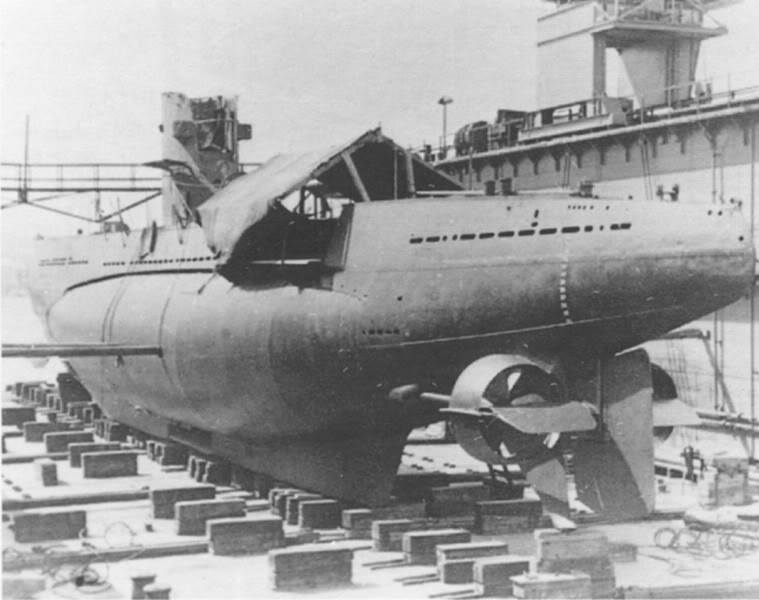
le Unterseeboot 18 (1936)
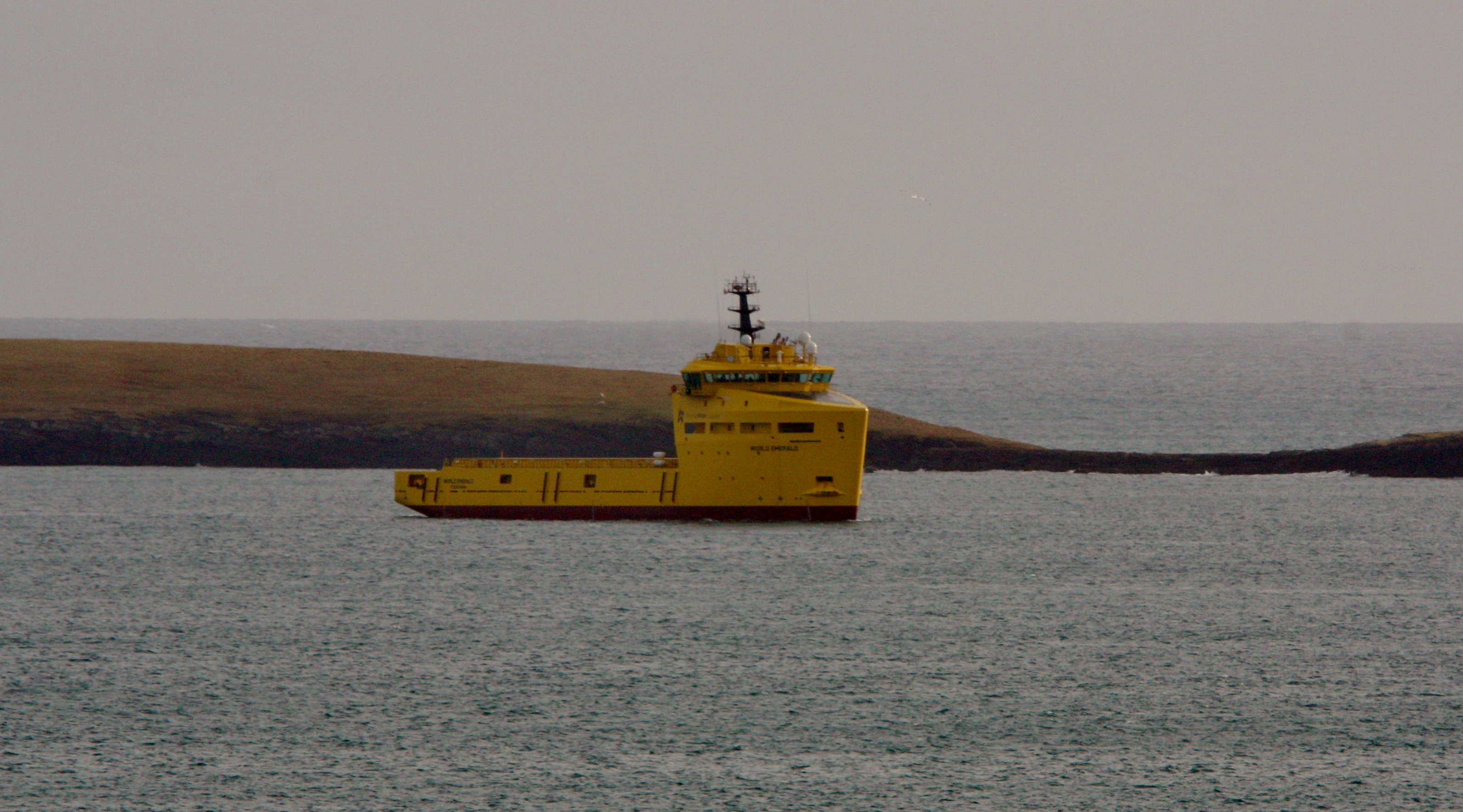
le World emerald (2013)
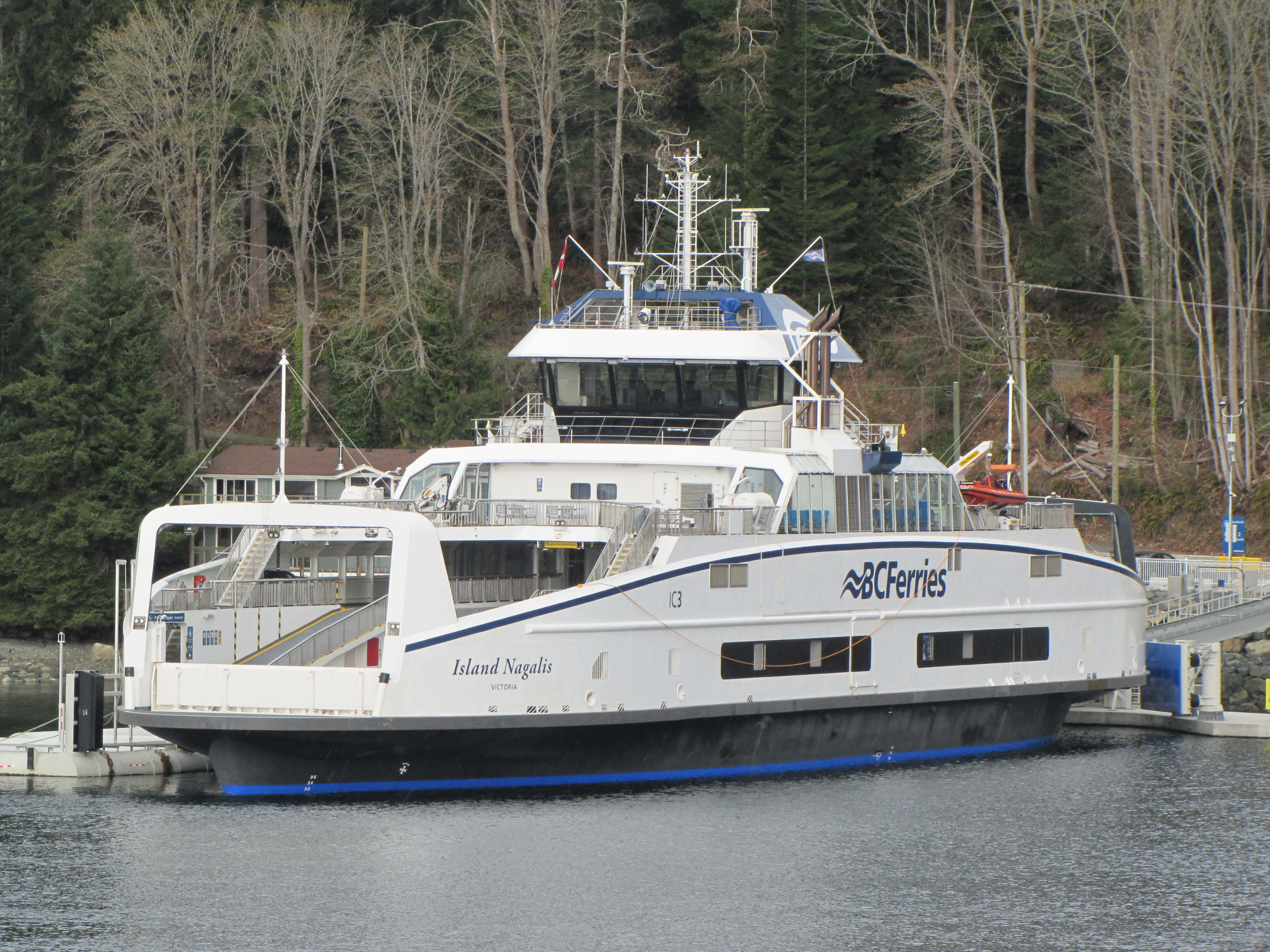
le classe Island Nagalis (2020)
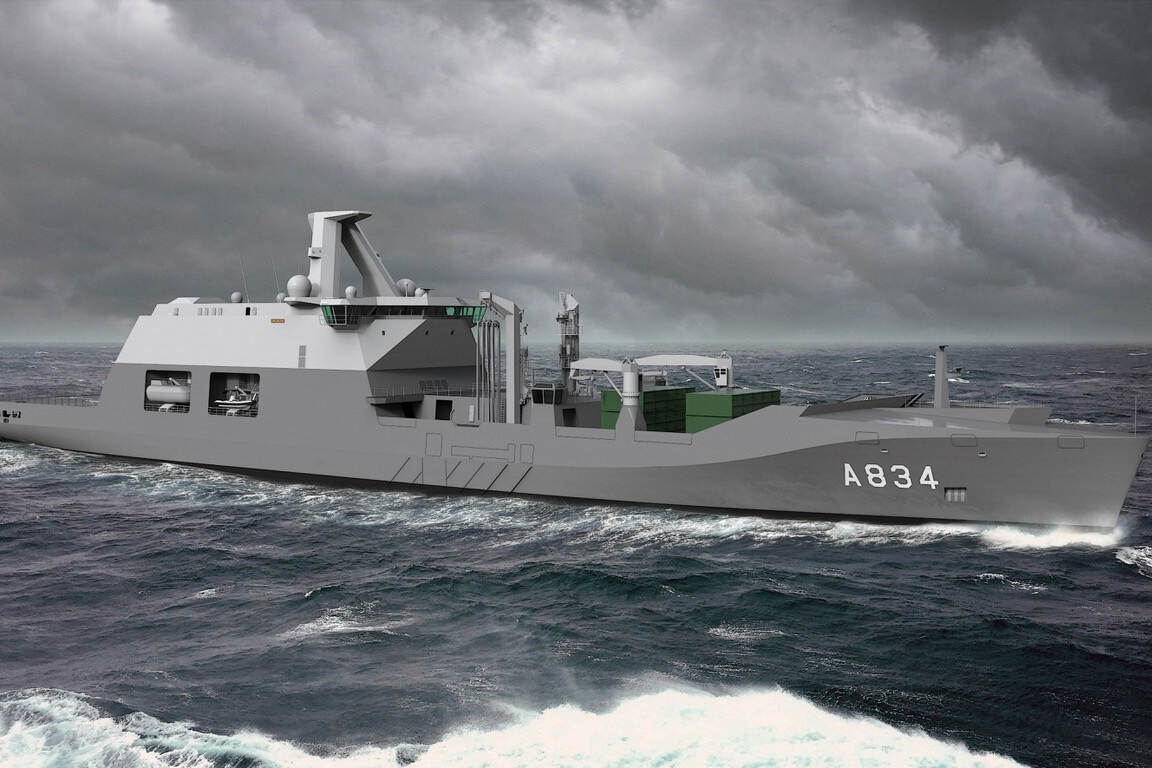
futur navire de guerre pour 2024.

### Direction et recrutements
Il est d'abord prévu que le combinat emploiera environ quinze mille ouvriers. Le directeur de l'Institut de planification et d'ingénierie de l'industrie métallurgique (IPROMET) de Bucarest, âgé de 30 ans, a été choisi pour concevoir la plate-forme de construction. Après une étude scientifique approfondie des courants d'air, des eaux souterraines et de la stabilité du terrain, un site est retenu dans la ville elle-même plutôt qu'à Tulucești ou dans la zone entre Galați et Brăila. Une entreprise spéciale, l'ICMRSG, est chargée de recruter 12000 travailleurs en six mois et vidant des villages entiers du sud de la Moldavie et du nord de la Munténie de leurs ouvriers.

### Travaux de creusement en 1961 et montée en puissance
Le chantier a commencé à être préparé en juillet 1960. Un an plus tard, les travaux de creusement commencèrent. Le premier bâtiment fut l'atelier de préparation mécanique. La construction de la première unité de production importante, la machine à rouler les tôles n° 1, a commencé en avril 1963.
La montée en puissance du site est prévue pour le milieu des années 1960, en particulier l'année 1966, période où en Roumanie la progression de la production industrielle, "quoiqu'un peu ralentie, continuera au rythme impressionnant d'environ 11 % par an", grâce à la mise en marche de "nombreuses centrales électriques, d'usines chimiques et du grand combinat sidérurgique de Galatz".

### Chaîne d'approvisionnement
Le coke des hauts fourneaux viendra de Roumanie avec éventuellement une petite quantité importée. Il est aussi décidé importer sur le combinat du minerai de Krivoï-Rog, en Ukraine, mais aussi du Maroc et surtout de Mauritanie, mais aussi de Hollande, sur le modèle de "sidérurgie sur l'eau" de l'aciérie de Dunkerque. La Roumanie n'étant pas riche en minerai de fer, toutes les réserves sont déjà utilisées par les hauts fourneaux d'autres parties du pays. Les minéraliers arrivent par le Danube et sont déchargés tout près du combinat, puis le minerai est acheminé par une bande roulante vers les hauts fourneaux.

### Le laminoir automatisé de tôles de grandes dimensions

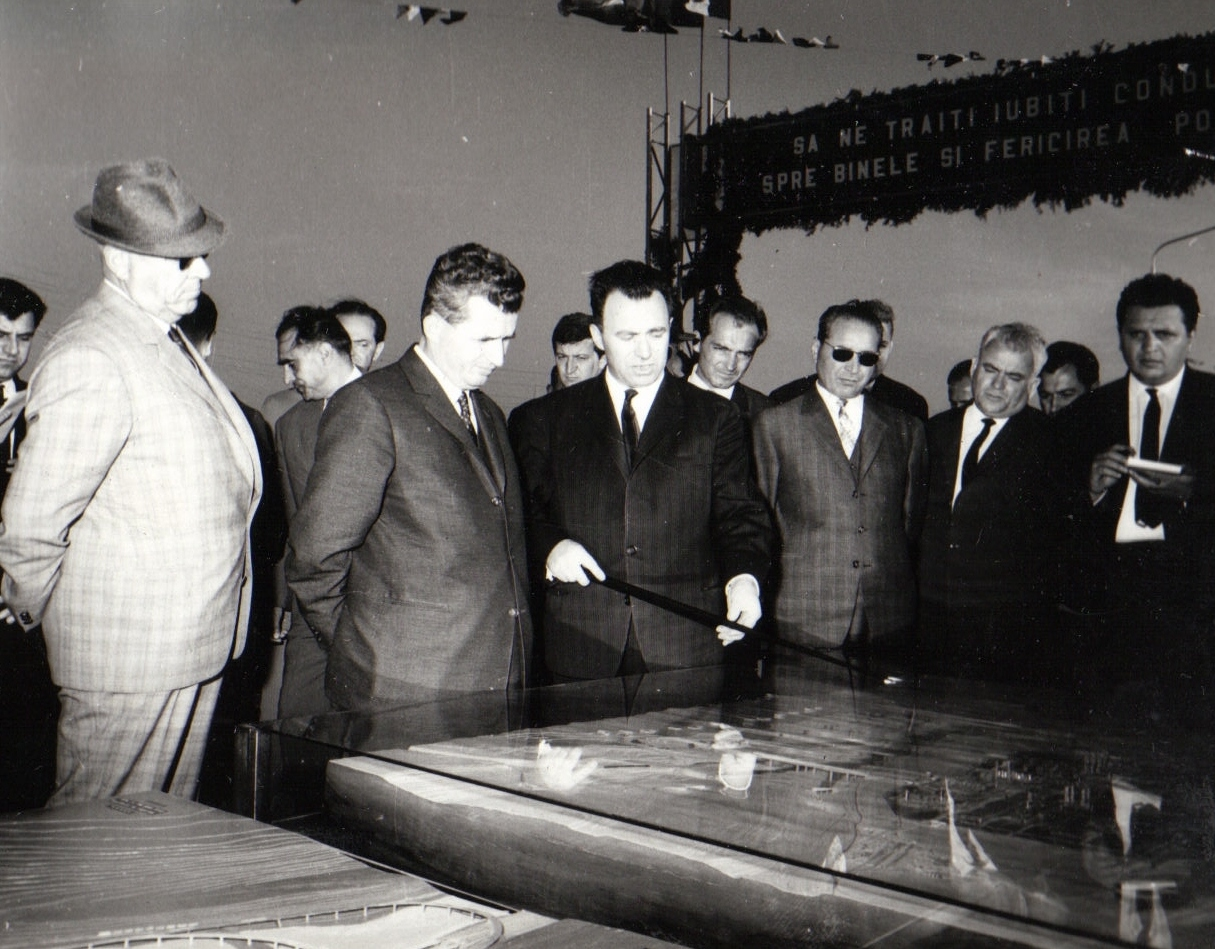
Nicolae Ceaușescu se voit montrer les plans de l'usine sidérurgique (1966).

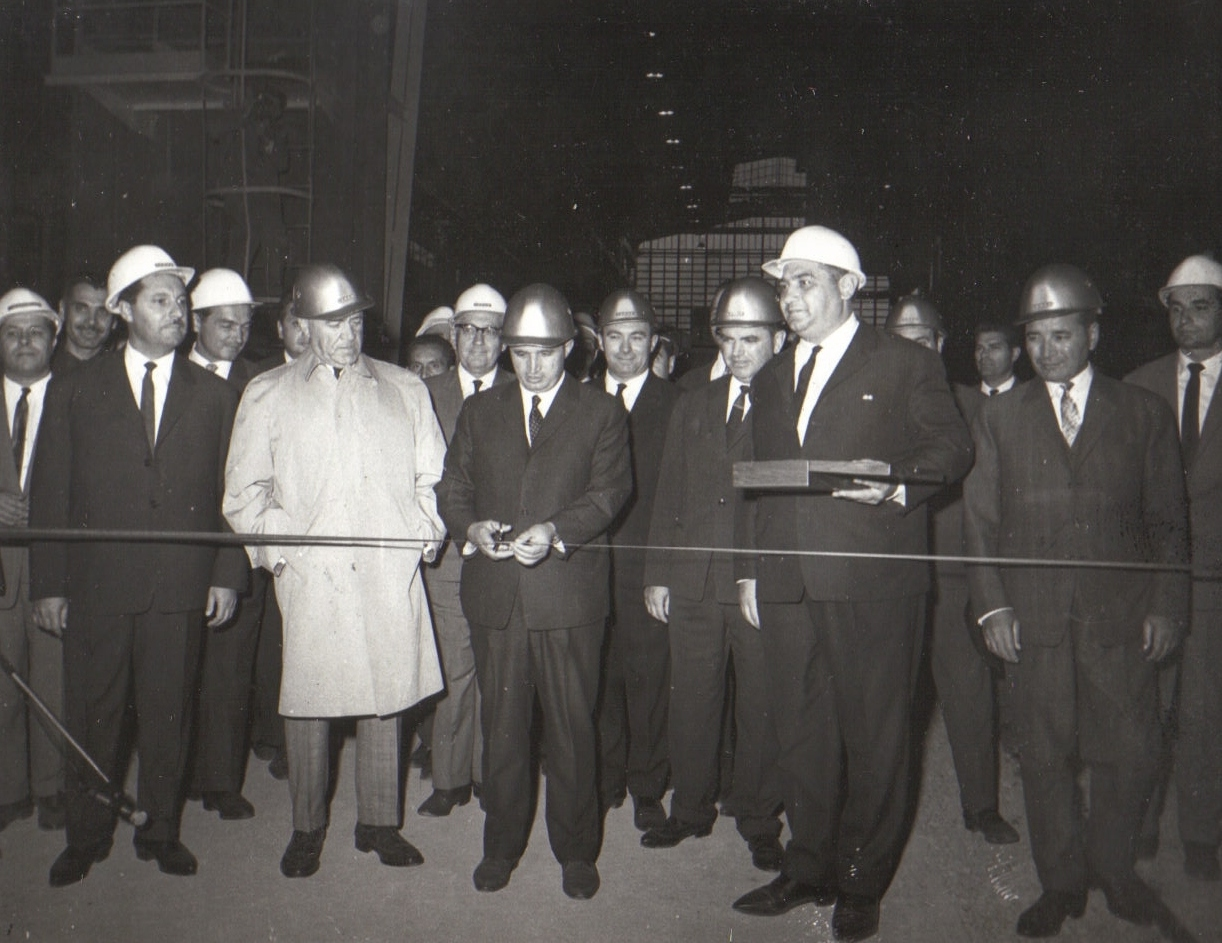
Ceaușescu y coupant le ruban la même année.

Le laminoir automatisé de tôles de grandes dimensions doit être terminé fin 1965 et mis en marche dès le début de 1966, avec la participation de quelque 60 ingénieurs et techniciens français et anglais, dont le nombre doit être porté à cent, et "des milliers d'ouvriers roumains". La Roumanie deviendra alors exportatrice de tôles, produit dont la conjoncture internationale est alors très bonne.
Ce laminoir doit être automatisé à 100% deux ans après le début de sa mise en marche, grâce à "deux cerveaux électroniques" qui assureront l'automatisation. Des ingénieurs et techniciens roumains sont formés en France et ailleurs. Jeumont-Schneider assure l'engineering et la fourniture de technologies, et "a conçu et réalisé les cerveaux électroniques, au nombre de trois, qui assureront l'automatisation des laminoirs" d'acier, le constructeur informatique Bull "fournissant les lecteurs de cartes perforées qui leur sont associés", précise la presse en août 1965.

### L'arrivée des haut-fourneaux dans un second temps
Le laminoir doit dans un premier temps travailler sur de l'acier importé car c'est seulement à partir de 1968, le combinat aura "ses propres hauts fourneaux et son aciérie" cette dernière étant érigée par société allemande Gutehoffnungshütte. Est prévu aussi un "laminoir de tôles intermédiaires dont la moitié de l'équipement" viendra d'Union soviétique.
Gheorghe Gheorghiu-Dej décède en mars 1965 mais son successeur Nicolae Ceaușescu, visite les travaux dès septembre 1966. Une nouvelle étape de production intégrée a débuté en juillet 1968, une fois acquis ces nouveaux dispositifs concourant à la fabrication de l'acier, pour une activité qui a augmenté rapidement à un rythme soutenu.

### Participation des entreprises étrangères
Le 6 février 1965, l'AFP informe que le ministre des finances Valéry Giscard d'Estaing s'est rendu à l'ambassade de France en Roumanie pour y rencontrer les industriels français qui négocient  avec le gouvernement roumain. Parmi les projets qui pourraient s'ajouter à celui de Galati, et être financés par un accord commercial franco-roumain, la plus importante usine de cellulose an d'Europe, avec de 400 000 tonnes de pâte à papier par an, tandis que Schneider est candidat pour bâtir une centrale électrique à charbon à Craiova, face à Siémens et un rival anglais. 
Jeumont-Schneider a imaginé pour Galati le laminoir automatisé de tôles de grandes dimensions, investissement de 180 millions de francs, permettant à la Roumanie de devenir exportateur de grandes tôles. On apprend d'abord qu'il doit être terminé fin 1965 et mis en marche dès le début de 1966, puis que ce sont les premiers travaux" qui "doivent commencer en décembre" 1966. Le calendrier de son lancement est "la grande inconnue de l'économie roumaine" en février 1965, quand le gouvernement un "rythme impressionnant" de croissance de 11 % par an. 
Ce laminoir de Galatz sera "le plus automatisé du monde", pour produire "un million de tonnes de tôles fortes" par an, à destination de la construction mécanique, la construction navale et la charpente.
Les autres firmes françaises opérant à Galati, Delatlre et Frouard, Stein et Roubaix, Heurley et Cie. Des américaines ont proposé leurs services mais leur offre a été jugée trop onéreuse par rapport à celle de la France, où l'année 1964 est pour la nébuleuse grands travaux tournant autour du groupe Spie celle de la création de Jeumont-Schneider, désormais investi au milieu des années 1960 dans les premiers grands projets d'automatisation des sites de production dans le monde.
Un an après, on apprend que des entreprises installent aussi des sucreries et usines d'aluminium, d'engrais, en Roumanie, qui n'a pas forcément les devises, ainsi un sidérurgiste allemand installant des convertisseurs à oxygène à Galatz se fait payer en acier et un chimiste français montant une usine d'aluminium, se fait aussi rembourser en nature, en aluminium .

### Effectifs en 1972 et production en 1988
En 1972, le combinat comptait 40000 employés. Il devait produire 4 millions de tonnes d'acier permettant à
la production roumaine d'être "plus que doublée", car elle était de 3 millions de tonnes d'acier avant la construction. La production du combinat atteindra un maximum en 1988, à 8,2 million tonnes représentant 7,2 milliards de dollars, dans un cycle de croissance mondiale, alors que le plan initial fixait sa production à 4 millions de tonnes d'acier en 1970. Le "grand combinat de Galatz" pourra à lui seul produire 4 millions de tonnes d'acier, écrit ainsi Jean Schwœbel, dans Le Monde le 26 novembre 1964.

### Transformation en 1991
Le régime communiste est tombé en 1989 et en 1991, l'usine est devenue une société par actions privée, la Sidex Galați.

### Rachat par Mittal en 2001
La Sidex Galați est ensuite acquise auprès du gouvernement roumain en 2001 par une filiale de Mittal Steel Company. Ses dettes ont alors été annulées.
Lorsque ce dernier a racheté Arcelor en 2006 pour former ArcelorMittal, l'usine a pris le nom d'ArcelorMittal Galați.

### Effectifs divisés par trois en une décennie
Le nombre de salariés est passé de 27 600 en 2001 à 8 700 en 2011, principalement grâce à des départs volontaires à la retraite assortis de primes importantes,.
La privatisation du chantier naval de Galați a été la première dans l'industrie sidérurgique roumaine, qui a connu un succès particulièrement important en 2006-2008, grâce à la demande étrangère et nationale d'infrastructures privées. Cependant, la production a connu un ralentissement pendant la Grande Récession et s'est établie à 3,5 millions de tonnes par an en 2011 

### Rachat par Liberty House Group en 2019
En 2019, l'unité a été achetée par Liberty House Group, une filiale de GFG Alliance.

## Opérations
Galați est la plus grande aciérie de Roumanie et constitue une part importante de l'économie de la ville. C'est aussi la seule à ne pas utiliser de fours à arc électrique, mais à utiliser du minerai de fer et du charbon pour produire un type d'acier spécial qui se soude plus facilement et qui convient donc à la fabrication de tôles,. Il y a deux usines de traitement ; cinq fours, dont deux qui fonctionnent en permanence ; deux aciéries, dont une qui fonctionne en permanence ; trois lignes de coulée continue ; une lamineuse à chaud et une lamineuse à froid ; deux laminoirs à tôle ; et une ligne de zingage.
Une étude de 2011 a révélé que deux tiers des habitants de Galați travaillaient ou avaient travaillé dans l'usine ou dans des usines connexes, ou avaient un membre de leur famille proche qui le faisait. Selon les données officielles, la production a atteint un maximum en 1988, avec 8,2 millions de tonnes, pour une valeur de quelque 7,2 milliards de dollars. Au début des années 1990, les travaux avaient provoqué une grave pollution de l'air, de l'eau et du sol à Galați. En 2010, il y avait un certain nombre de lacs d'élimination des déchets derrière les usines, certains contenant des cyanures, moins de 2 km du Danube.